# Villányi Miklós (politikus, 1931)
Villányi Miklós (Gyűrűs, 1931. március 5. – ) magyar közgazdász, politikus, 1987 és 1989 között pénzügyminiszter.

## Élete
Dr. Villányi Miklós 1931-ben született a Zala megyei Gyűrűs községben, értelmiségi családban. A Marx Károly Közgazdaságtudományi Egyetemen 1953-ban közgazdász oklevelet szerzett. 1953-ban lett a Magyar Dolgozók Pártja, majd az MSZMP tagja. 1955-ig a Magyar Tudományos Akadémia aspiránsa; a közgazdaság-tudomány és a pénzügy területén folytatott tudományos kutatómunkát. 1955-től a Pénzügyminisztérium munkatársa. Volt előadó, főelőadó, osztályvezető is, majd a mezőgazdasági és élelmiszeripari főosztály vezetője lett. 1974-ben a Központi Népi Ellenőrző Bizottság (KNEB) tagjává választották, 1974. március 16-án miniszterhelyettes lett. 1982. október 1-jétől 1987. december 16-ig a Mezőgazdasági és Élelmezésügyi Minisztérium államtitkára volt. A Grósz-kormány és a Németh-kormány pénzügyminisztere 1987. december 16-ától 1989. május 10-éig. Később a Saldo Pénzügyi és Informatikai Rt. elnöke lett.

### Kutatható iratanyaga
Államtitkári működési időszakából (pontosabban az 1981–1987 közti évkörből) 2,52 iratfolyóméternyi (21 doboznyi), maradandó értékűnek minősített iratanyaga került az Országos Levéltár, mai nevén Magyar Nemzeti Levéltár Országos Levéltára őrizetébe, ahol az a XIX-K-9-bj törzsszámon kutatható.